# Jenny Hoppe

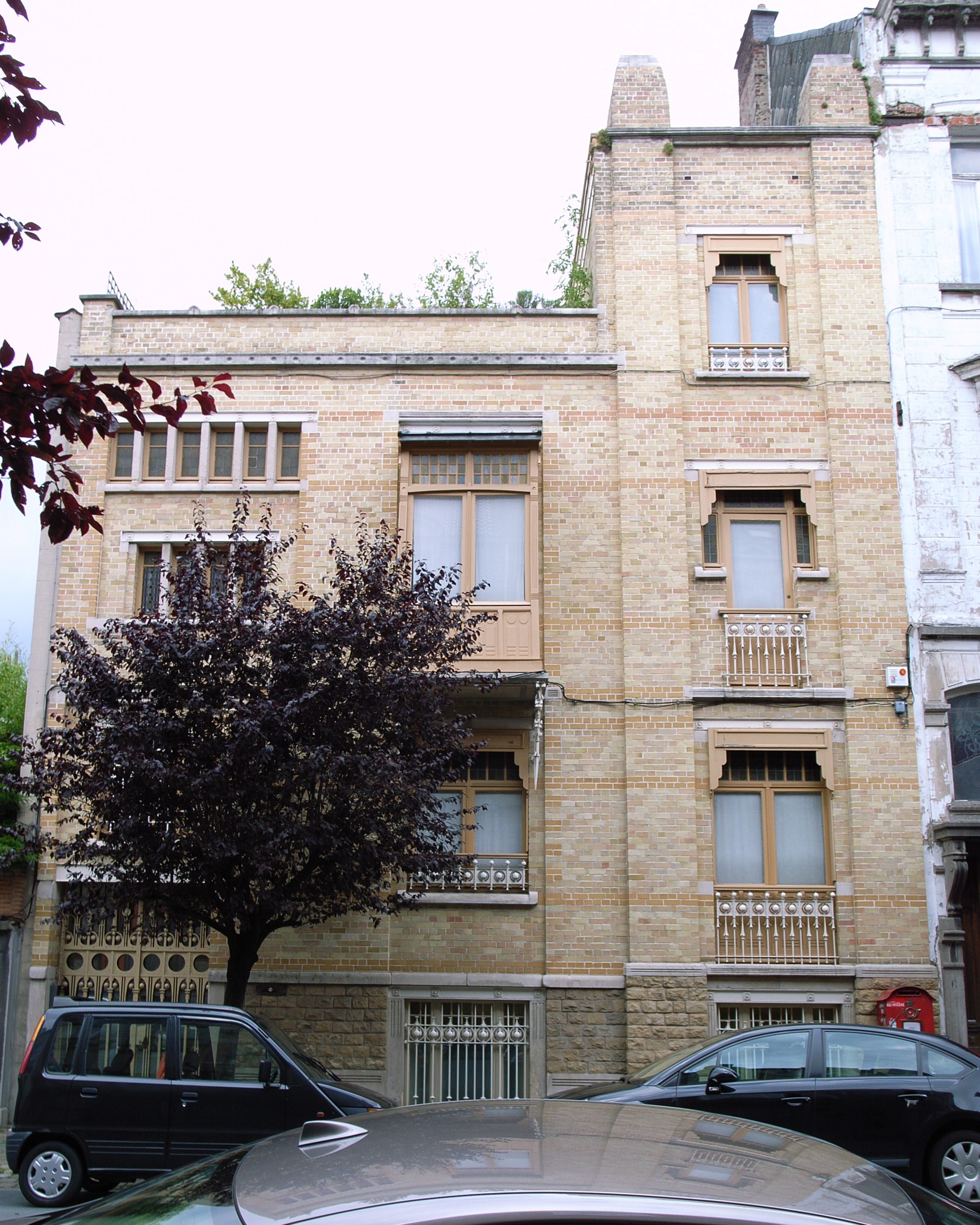
Hervormingsstraat 4, waar Hoppe woonde en werkte

Jenny Hoppe (Düsseldorf, 1870 - Elsene, 1934) was een Duits-Belgische kunstschilderes.

## Afkomst
Ze was de dochter van de graficus en medailleur Edouard Hoppe en de zuster van de kunstschilderes Cathérine Hoppe (Ketty Hoppe), die met kunstschilder Victor Gilsoul was gehuwd. Jenny Hoppe huwde in 1887 met kunstschilder Géo Bernier en haar werk is daarom soms terug te vinden onder de naam "Jenny Bernier-Hoppe".

## Opleiding en artistieke loopbaan
Jenny Hoppe kreeg net als haar zus een artistieke opleiding in het Institut Bischoffsheim in Brussel. Daar konden zij met artistieke inspiraties terecht die toen nog aan de Academie geweigerd werden. 
Hoppe schilderde portretten, landschappen, interieurs, bloemen en stillevens. Ze schilderde in een postimpressionistische stijl.
Zij nam deel aan de Salons van Brussel vanaf 1890. Ze stelde ook tentoon in Antwerpen in 1898.

## Woonplaats
Géo Bernier en Jenny Hoppe woonden aan de Hervormingsstraat 4 in Elsene, in een huis ontworpen door Alban Chambon. Dit pand werd in 1997 beschermd.

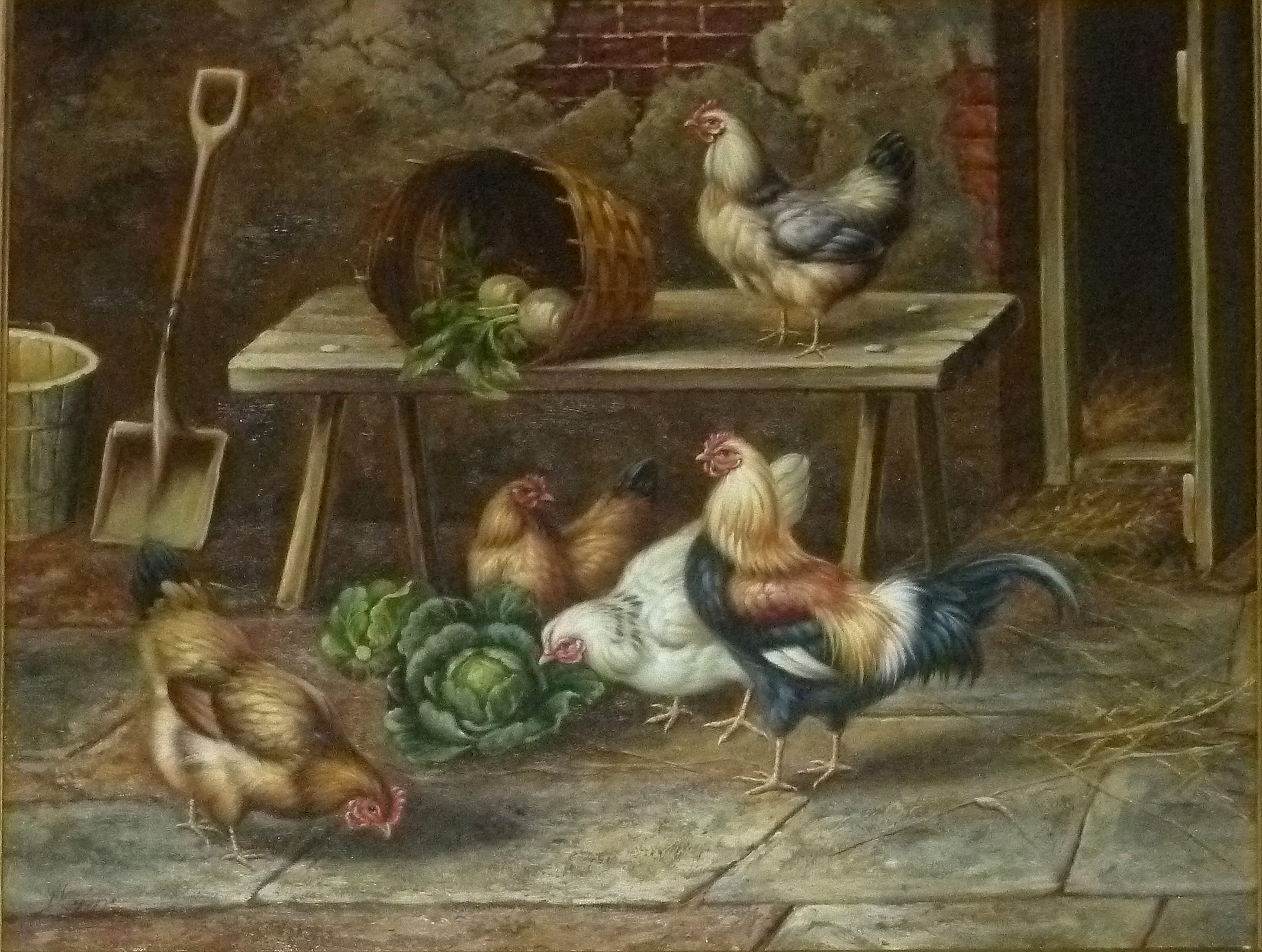
De kippenfamilie

## Tentoonstellingen
- Brussel, Charliermuseum: tentoonstelling "Vrouwelijke Zinnen" (2007)